# Svetlana Velmar-Janković
Svetlana Velmar Janković (transliteración del cirílico serbio Светлана Велмар-Јанковић, pronunciación serbia: [sʋɛ̌tlana ʋɛlma ː r ja ː nkɔʋitɕ]; 29 de junio de 1933 - 9 de abril de 2014) fue una novelista serbia, ensayista y cronista de Belgrado. Ella nació y se educó en Belgrado, en el Reino de Yugoslavia donde ella continuó viviendo con su madre y su hermana después de que su padre Vladimir Velmar-Jankovic fue al exilio en España al final de la Segunda Guerra Mundial.
En su segundo año en la universidad, se convirtió en una periodista. En 1959 se convirtió en editora de composiciones en prosa y ensayos yugoslavos contemporáneos en la Editorial Prosveta. Trabajó ahí durante muchos años, llegando a ser, en 1971, una miembro del consejo de redacción.
Mientras tanto ella estableció la Biblioteca Bastina, y en 1989 se convirtió en escritora independiente.
Sus publicaciones incluyen las novelas: Ožiljak (1956, segunda edición revisada en 1999), Lagum (1990), Bezdno (1995) y Nigdina (2000); una novela autobiográfica, Prozraci (2003); dos colecciones de ensayos Savremenici (1968) y Ukletnici (1993); tres colecciones de cuentos Dorćol (1981), Vračar (1994) y Glasovi (1997); la obra Knez Mihailo (1994) y el libro de jugos Žezlo (2001); el libro infantil Knjiga za Marka (1998); y el libro de oraciones Svetilnik (1998).
Recibió numerosos premios y reconocimientos por su trabajo, entre ellos los premios Isidora Sekulić, Ivo Andrić, Meša Selimović, Đorđe Jovanović, Borisav Stanković y Pera Todorovic. Ella ganó el Premio Biblioteca Nacional de Serbia por el libro más leído de 1992 y el Premio NIN para la novela del año por Bezdno (1995). Para Knjiga za Marka (1998) ganó el Premio de Neven y de Politikin Zabavnik. Fue galardonada con el Premio 6 de abril por el trabajo de su vida sobre Belgrado. Otros premios incluyen el Mišićev dukat, premio Ramonda Serbica, y el premio Stefan Mitrov Ljubiša.
Su trabajo se publica en la actualidad por el Stubovi Kulture Publishing House, Belgrado. Su obra ha sido traducida al inglés, francés, alemán, español, italiano, búlgaro, coreano y húngaro.